# Datu Saudi Ampatuan
Datu Saudi-Ampatuan is een gemeente in de Filipijnse provincie Maguindanao op het eiland Mindanao. Bij de laatste census in 2007 had de gemeente ruim 45 duizend inwoners.

## Geschiedenis
De gemeente Datu Saudi-Ampatuan is 2002 een gemeente in de provincie Maguindanao.

## Geografie

### Bestuurlijke indeling
Datu Saudi-Ampatuan is onderverdeeld in de volgende 8 barangays:
| - Dapiawan - Elian - Gawang - Kabengi | - Kitango - Kitapok - Madia - Salbu |